# Râul Piscanu
Râul Piscanu este unul afluent al râului Iezerul Mare. 